# Autobahnschere Chemnitz
Die Autobahnschere Chemnitz war 1952 und 1953 eine Motorrad- und Autorennstrecke auf dem Gebiet des Autobahndreiecks Chemnitz (A4/A72).

## Geschichte
Bereits seit 1949 war das Autobahndreieck Chemnitz von Motorsportlern zu Testzwecken genutzt worden. Schließlich wurde es 1952 von der Chemnitzer Motorsportsektion „Motor IFA“ zur Rennstrecke ausgebaut und am 28. September 1952 starteten die Rennen für Ausweis- und Nachwuchsfahrer der DDR auf der 5,642 km langen Strecke.
Für 1953 wurde die Strecke durch das Auslassen der Auffahrt auf die R95 auf 5 km verkürzt. Die Rennen am 3. Mai 1953 wurden von der Sektion Motorrennsport der Deutschen Demokratischen Republik veranstaltet und bildeten den Saisonauftakt der Straßenrennsaison des Jahres 1953. Dabei fanden neben den DDR-Meisterschaftsläufe für Motorräder folgende Rennen statt:
- Rennen 1: Motorräder bis 125 cm³ (Lizenzfahrer)
- Rennen 2: Motorräder bis 500 cm³ (Lizenzfahrer)
- Rennen 3: Sportwagen bis 1100 cm³ (Lizenzfahrer)
- Rennen 4: Motorräder bis 250 cm³ und bis 125 cm³ (Ausweisfahrer)
- Rennen 5: Seitenwagen bis 750 cm³ (Lizenzfahrer)
- Rennen 6: Motorräder bis 500 cm³ (Ausweisfahrer)
- Rennen 7: Sportwagen bis 1100 cm³ (Ausweisfahrer)
- Rennen 8: Seitenwagen bis 500 cm³ und bis 750 cm³ (Ausweisfahrer)
- Rennen 9: Rennwagen Formel II bis 2000 cm³ und Sportwagen bis 1500 cm³

Zu den Rennen kamen 70.000 Besucher. Danach fanden nie wieder Rennen auf der Autobahnschere Chemnitz statt.
Die letzte motorsportliche Veranstaltung auf der Autobahnschere war ein Training für Serienmotorräder, Ausweisfahrer und Lizenzfahrer des Bezirkes Karl-Marx-Stadt am 11. April 1970.